# Frederik Erringsø
Frederik Hogstad Erringsø (født 31. juli 2002 i Svogerslev) er en forhenværende cykelrytter fra Danmark, der i 2022 var på kontrakt hos AG2R Citroën U23 Team.

## Karriere
Efter at have kørt for barndomsklubben Roskilde Cykle Ring og senere klubbens talenthold Team Børkop Cykler-Carl Ras, Roskilde Junior, skiftede han fra starten af 2020 til Herning Cykle Klubs juniorteam Team Herning CK Junior.
Da Frederik Erringsø i 2021 blev seniorrytter, skrev han kontrakt med det danske DCU-team Team IBT-BH Carl Ras. Efter en del korrespondance og deltagelse i én uges træningslejr hos det franske UCI World Tour-hold AG2R Citroën Team, skiftede Erringsø den 1. september 2021 til holdets U23-hold AG2R Citroën U23 Team på en étårig aftale. Samtidig flyttede han til Chambéry, og startede på Université Savoie Mont Blanc. Han fik debut for holdet den 29. september, da han var på startlisten ved etapeløbet Ronde d'Isard. Her udgik han efter 3. etape, da han faldt for tidsgrænsen. Den 10. oktober blev anden gang han kørte for holdet, da han stillede til start ved U23-udgaven af Paris-Tours. Her styrtede Erringsø, og fik en flænge i knæet efter kontakt med en skivebremse. Den skade gjorde at han ikke kørte på cykel i tre måneder, og først i januar 2022 kunne han igen køre en træningstur udendørs. Den første løbsstart ved et UCI-løb i 2022 kom ved Grand Prix de Bavay i august. I den efterfølgende uge kom yderlige to starter, og det blev også sæsonens sidste. 
Fra 2023-sæsonen skrev Frederik Erringsø kontrakt med det franske N1-regionalhold Philippe Wagner Cycling fra Haute-Saône. Erringsø nåede aldrig at køre nogle løb for holdet, da han i starten af 2023 flyttede tilbage til Roskilde, og fik job hos Momentum Gruppen.